# Andrea Domenico Di Liberto
Andrea Domenico Di Liberto (Palermo, 19 maggio 1997) è un canoista italiano atleta di kayak della nazionale italiana.

## Carriera sportiva
Ha vinto il titolo mondiale nella specialità K2 nel 2019 e la coppa del mondo 200m K1 nel 2020 e nel 2021.